# Estação Sant Boi
Sant Boi (Metro de Barcelona) é uma estação da linha Linha 8 do Metro de Barcelona. Entrou em funcionamento em 1912.

## Facilidades
- acesso a telefone celular:
- Barcelona;  Espanha,  Catalunha.